# SN 2006bl
SN 2006bl – supernowa typu II odkryta 4 kwietnia 2006 roku w galaktyce M+02-40-09. W momencie odkrycia miała maksymalną jasność 17,30m.